# Pitkävesi (sjö i Orivesi, Birkaland)
Pitkävesi är en sjö i kommunen Orivesi i landskapet Birkaland i Finland. Sjön ligger 84,3 meter över havet. Arean är 51 hektar och strandlinjen är 6,99 kilometer lång. Sjön  ingår i Kumo älvs huvudavrinningsområde.   Den ligger omkring 54 km öster om Tammerfors och omkring 170 km norr om Helsingfors. 